# Róbert Zimonyi
Róbert Zimonyi (ur. 18 kwietnia 1918 w Sárvár, zm. 2 lutego 2004 w Miami) – węgierski wioślarz reprezentujący także Stany Zjednoczone, dwukrotny medalista olimpijski.
Wystąpił na igrzyskach olimpijskich w Londynie w 1948 roku, gdzie osada Węgier w składzie: Antal Szendey, Béla Zsitnik i Róbert Zimonyi (sternik) wywalczyła brązowy medal. W finale o 24,7 sekundy przegrali z Duńczykami, a o 13 sekund szybsi byli Włosi. Na tej samej imprezie startował też w czwórkach ze sternikiem, jednak odpadł w półfinałach. Na rozgrywanych cztery lata później igrzyskach olimpijskich w Helsinkach startował w ósemkach i w dwójkach ze sternikiem, w obu przypadkach Węgrzy odpadali w repasażach półfinałowych. 
Po wydarzeniach roku 1956 (powstanie węgierskie) opuścił Węgry i osiadł w USA. Wkrótce otrzymał obywatelstwo i w wieku 46 lat wystąpił w ósemkach na igrzyskach olimpijskich w Tokio w 1964 roku. Osada USA w składzie: Joseph Amlong, Thomas Amlong, Boyce Budd, Emory Clark, Stanley Cwiklinski, Hugh Foley, Bill Knecht, William Stowe i Róbert Zimonyi zdobyła złoty medal. W finale A o 5,06 sekundy pokonali osadę Niemiec i o 6,88 sekundy osadę Czechosłowacji.
W dwójkach ze sternikiem zdobył złoty medal na mistrzostwach Europy w Lucernie (1947), a w czwórkach ze sternikiem zwyciężył na igrzyskach panamerykańskich w Winnipeg (1967).